# Austroslavismus

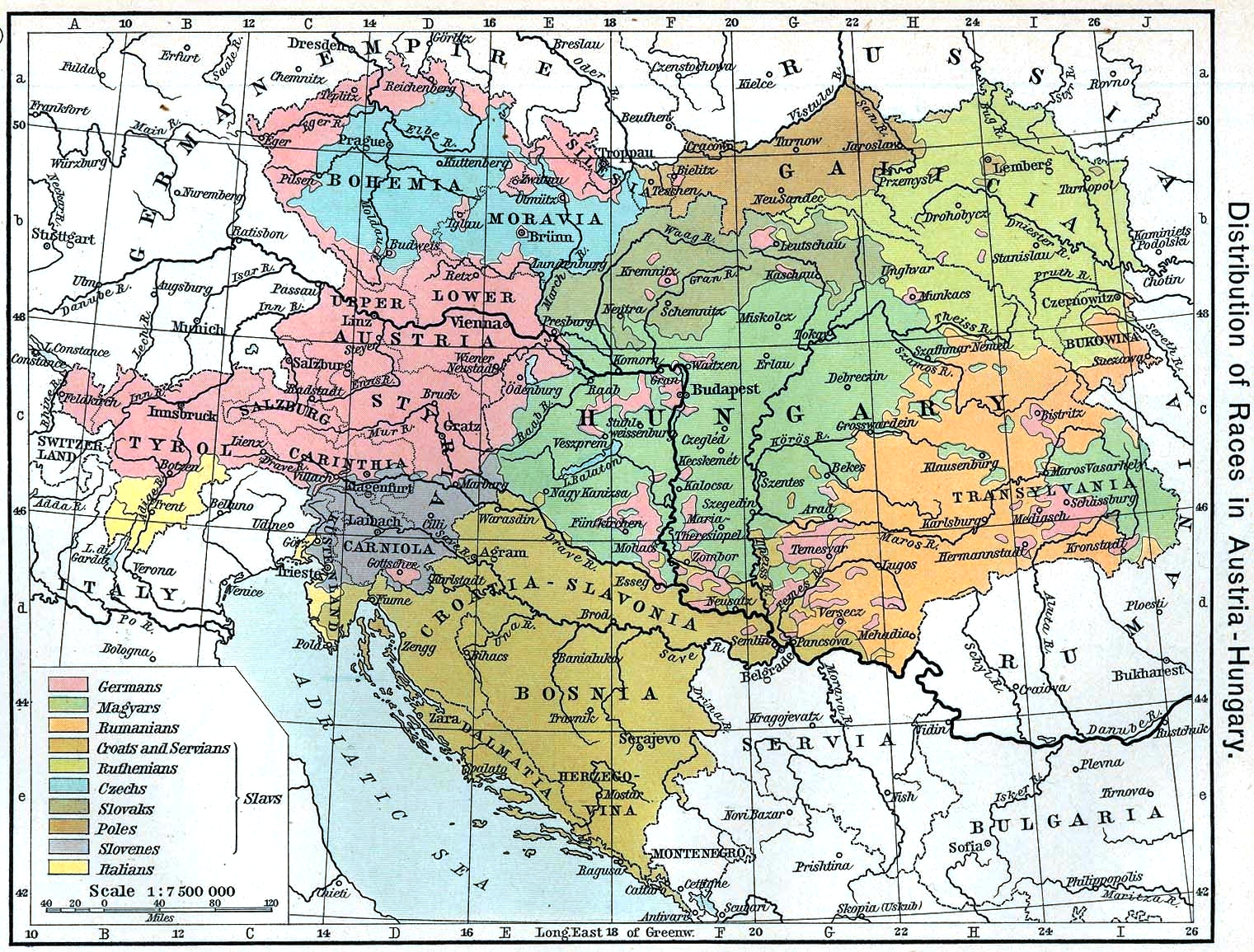
Národy Rakouska-Uherska (William R. Shepherd, 1911)

Austroslavismus byl politický koncept a program, který měl řešit problémy Slovanů v Rakouském císařství a později v Rakousku-Uhersku.
Byl rozšířený zejména mezi českými liberály v polovině 19. století. Jako první ho navrhl Karel Havlíček Borovský v roce 1846 jako protinávrh k panslavismu. Později ho rozvinul do uceleného politického programu český politik František Palacký. V každodenní praxi se ho snažil naplňovat spisovatel a novinář Čeněk Slepánek. Austroslavismus byl také částečně podporovaný dalšími slovanskými národy v Rakouském císařství.

## Program
Austroslavismus předpokládal mírovou spolupráci menších slovanských národů Střední Evropy žijících na území Habsburské monarchie, jimž by nedominovaly německy mluvící elity. Palacký navrhoval federaci osmi národních krajů s výraznou samosprávou. Po porážce české revoluce v Praze v červnu 1848 tento program přestal být důležitým. Přeměna Rakouského císařství na Rakousko-Uhersko v roce 1867 dále tento program oslabila, protože Slované na rozdíl od Maďarů nezískali touženou samosprávu při vyrovnání.
Jako politický koncept přetrval Austroslavismus až do pádu Rakouska-Uherska v roce 1918. Byl několikrát použit v nepříliš významných návrzích federalizace Rakouska-Uherska (viz Spojené státy Velkého Rakouska).